# Strongylosoma jaqueti
Strongylosoma jaqueti är en mångfotingart som beskrevs av Karl Wilhelm Verhoeff 1898. Strongylosoma jaqueti ingår i släktet Strongylosoma och familjen orangeridubbelfotingar. Inga underarter finns listade i Catalogue of Life.